# Romeo Is Bleeding
Pour plus de détails, voir Fiche technique et Distribution.
Romeo Is Bleeding est un film policier américano-britannique réalisé par Peter Medak et sorti en salles en 1993.
Gary Oldman y interprète Jack Grimaldi, un policier corrompu dont les combines se  retournent contre lui. Lena Olin joue Mona, une tueuse russe ancrée dans la mafia qui va entraîner Grimaldi avec elle.

## Synopsis
Jack Grimaldi est un inspecteur de la brigade des homicides de la police de New York. Il mène en apparences une vie heureuse avec sa somptueuse épouse, Natalie. Il entretient également une liaison avec la jeune Sheri. Ce train de vie somptueux est financé par la corruption. En effet, Jack rend quelques "services" au chef de la mafia, Don Falcone, en échange de gros pots-de-vin. Un jour, ce dernier demande à Jack de retrouver Nick Gazarra, un gangster devenu témoin protégé par le FBI. Grâce aux renseignements de Jack, Gazarra et les agents chargés de sa protection sont ensuite tués par une tueuse à gages de la mafia, Mona Demarkov. Jack est alors mal à l'aise avec sa complicité dans la mort d'agents des forces de l'ordre.
Alors que Mona est arrêtée, Falcone charge Jack de la tuer, car il craint qu'elle puisse non seulement témoigner contre lui, mais aussi reprendre toute son opération. Toujours réticent à l'idée de sa double vie, Jack est désigné comme gardien de Mona alors qu'elle est transportée dans une maison sûre pour attendre qu'elle soit récupérée par des agents fédéraux. À son arrivée, Mona séduit rapidement et tente de tuer Jack.

## Fiche technique
Sauf indication contraire, les informations mentionnées dans cette section peuvent être confirmées par la base de données cinématographiques IMDb,  présente dans la section « Liens externes ».
- Titre original et français : Romeo Is Bleeding
- Titre québécois : Roméo pris au piège
- Réalisation : Peter Medak
- Scénario : Hilary Henkin
- Musique : Mark Isham
- Photographie : Dariusz Wolski
- Montage : Walter Murch
- Production : Hilary Henkin et Paul Webster
- Sociétés de production : PolyGram Filmed Entertainment, Working Title Films et Hilary Henkin Productions
- Distribution : Cineplex Odeon Films (Canada), Rank Film Distributors (Royaume-Uni), Gramercy Pictures (États-Unis), Pan-Européenne (France)
- Budget : 12 000 000 $
- Pays de production :  États-Unis,  Royaume-Uni
- Langues originale : anglais
- Format : Couleurs (Technicolor) - 1,85:1 - Son Dolby -  35 mm
- Genres : thriller, policier, néo-noir
- Durées : 100 minutes
- Dates de sortie :
  - Canada : 13 septembre 1993
  - États-Unis : 4 février 1994
  - Royaume-Uni : 19 avril 1994
  - France : 2 mars 1994
- Classification[1] :
  - États-Unis : R
  - France : interdit aux moins de 12 ans

## Distribution
- Gary Oldman (VF : Bruno Wolkowitch) : Jack Grimaldi
- Lena Olin : Mona Demarkov
- Annabella Sciorra (VF : Michèle Buzynski) : Natalie Grimaldi
- Juliette Lewis (VF : Laurence Crouzet) : Sheri
- Roy Scheider (VF : Jacques Thébault) : Don Falcone
- Michael Wincott (VF : Michel Vigné) : Sal
- Will Patton (VF : Bernard Lanneau) : Martie
- Larry Joshua (VF : Vincent Violette) : Joey
- David Proval (VF : Mostéfa Stiti) : Scully
- Gene Canfield (VF : Vincent Grass) : John
- James Cromwell (VF : Pierre Laurent) : Cage
- Dennis Farina (VF : Jean-Claude Sachot) : Nick Gazzara (non crédité)
- Ron Perlman (VF : Patrick Floersheim) : l'avocat de Jack
- Tony Sirico : Malacci
- Julia Migenes : la barmaid (non créditée)
- Neal Jones : un employé

## Production
Avant Gary Oldman, Al Pacino, Nicolas Cage, Michael Keaton, Alec Baldwin ont été liés au rôle de Jack. Le rôle de Mona est initialement donné à Ellen Barkin. Mais l'actrice, enceinte, quitte le projet. Initialement prévu pour être une Italo-Américaine nommée Mona DeMarco, le personnage est rebaptisé Mona Demarkov lorsque Lena Olin est engagée.
Peter Boyle a tourné une scène, finalement coupée au montage, dans laquelle il soignait Mona.
Le tournage a lieu à New York, notamment à Brooklyn (Coney Island, Bushwick), Manhattan (Lower Manhattan, Hôtel Chelsea) et dans le Queens (Maspeth).

## Distinction
Nomination aux MTV Movie Awards, de Lena Olin pour la meilleure scène d'action.

## Autres infos
- Le titre du film est inspiré d'une chanson de Tom Waits[2].
- La chanson Always, du groupe américain Bon Jovi, aurait dû intégrer la bande originale, mais n'ayant pas aimé le film le groupe changea d'avis[2].